# ASIMO

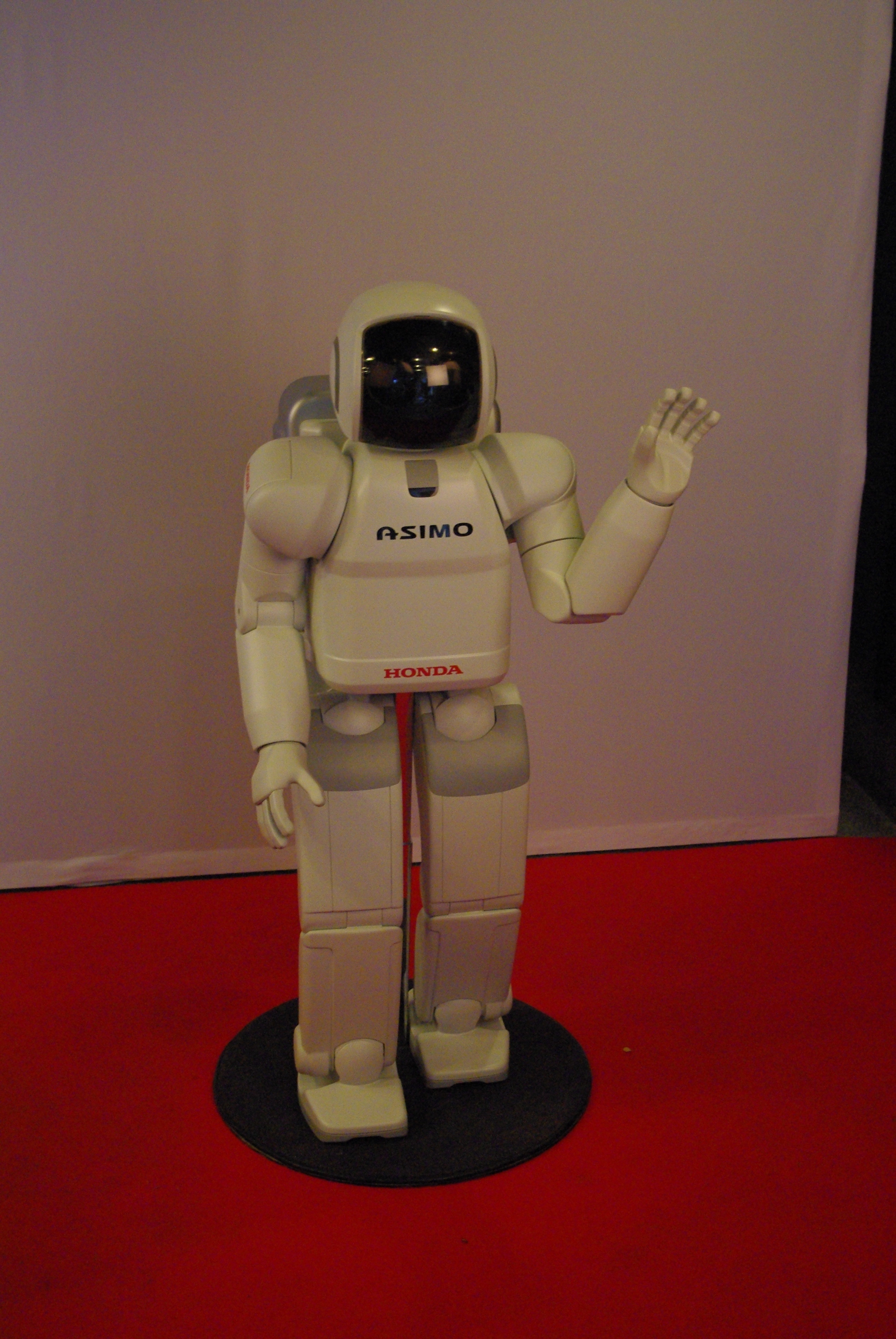
ASIMO 2011-es változata

Az ASIMO (Advanced Step in Innovative Mobility) egy humanoid robot, amelyet a Honda 2000-ben kezdett fejleszteni. Jelenleg Japán fővárosában, a Miraikan múzeumban látható. A legújabbat, ami 130 cm magas, és 48 kg. 2011-ben mutatták be. A Honda célja az, hogy ASIMO működjön a valós környezetben. ASIMO-nak nyilvános szereplései vannak szerte a világon, köztük a Consumer Electronics Show (CES), a Miraikan Múzeumban, Honda Collection Hall Japánban, és Ars Electronica fesztiválon Ausztriában.

## Fejlődés
Honda az 1980-as években kezdte kifejleszteni az emberi robotokat, beleértve több prototípust is, amely megelőzte ASIMO-t.
A vállalat célja az volt, hogy létrehozzon egy két lábon járó robotot. AZ E0 volt az első, kétlábon járó modell, ami a HONDA E sorozathoz tartozott, egy korai kísérleti fázis volt. 1986 és 1993 között készítették.
Ezt követte a Honda P sorozatú robot, amely az első önszabályozó, emberi robot volt. Képes volt vezeték nélkül, önállóan gyalogolni. 1993-tól 1997-ig gyártották ezeket a robotokat.
E- és P- kutatás az ASIMO létrehozását előzte meg.

## Képességei
Az ASIMO képes felismerni a mozgó tárgyakat, testtartásokat, gesztusokat, környezetét, hangokat és arckifejezéseket, ami lehetővé teszi az emberekkel való interakciót. A robot felismeri a több objektum mozgását vizuális információk alapján, amelyet két "szeme" fog be a fejében, és meghatározza a távolságot és az irányt is. Ez lehetővé teszi az ASIMO számára, hogy kövesse a vele szemben álló személyt. A robot hangutasításokat és emberi gesztusokat értelmez, lehetővé téve, hogy felismerje, mikor akarnak kezet fogni vele vagy, ha valaki pontokra mutat, ennek megfelelően reagál. Az ASIMO képes megkülönböztetni a bizonyos hangokat más hangoktól, ezzel lehetővé téve a társak azonosítását. Az ASIMO képes válaszolni a nevére és felismeri a leeső tárgyhoz vagy ütközéshez kapcsolódó hangokat. A robot érzékeli, ha valaki hozzá beszél vagy rá néz, felé fordul. Az ASIMO válaszokat ad a kérdésekre bólogatással vagy szóbeli választ adva különböző nyelveken, kb. 10 különböző arcot felismerhet és név szerint címezhet. A kezében olyan szenzorok találhatók, amelyekkel képes felmérni a kézfogásnál kapott erőt és viszonozza azt. Ha futni kezd, az emberhez ijesztő hasonlósággal teszi. 8 km/h-val képes futni, és lábai a másodperc töredékéig egyszerre a levegőben vannak.

## Fordítás
- Ez a szócikk részben vagy egészben  az   ASIMO című angol Wikipédia-szócikk ezen változatának fordításán alapul.  Az eredeti cikk szerkesztőit annak laptörténete sorolja fel. Ez a jelzés csupán a megfogalmazás eredetét és a szerzői jogokat jelzi, nem szolgál a cikkben szereplő információk forrásmegjelöléseként.